# Alastair Hugh Graham
Alastair Hugh Graham, né le 27 juin 1904 et mort le  6 octobre 1982, est un aristocrate anglais qui fut diplomate et ami proche de l'écrivain Evelyn Waugh qui éprouvait pour lui une grande affection. Il est considéré comme étant avec Hugh Lygon le modèle du personnage de Sebastian Flyte dans Brideshead Revisited.

## Biographie

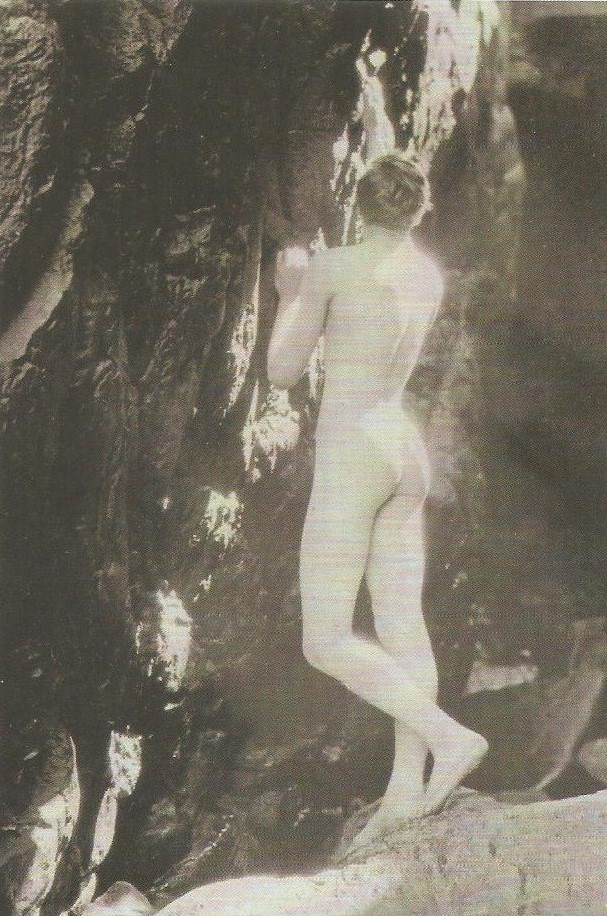
Come and drink with me somewhere: photographie envoyée par Graham à Evelyn Waugh.

Alastair Hugh Graham naît le 27 juin 1904, fils de Hugh Graham (1860-1921), propriétaire  de Barford House, à Barford (Warwickshire), de Jessie, fille d'Andrew Low, de Savannah, en Géorgie. Hugh Graham était le fils cadet de Sir Frederick Ulric Graham, 3e baronnet (1820–1888), des baronnets Graham de Netherby, et de Lady Jane Hermione Seymour (1832–1909), fille d'Edward Seymour (12e duc de Somerset),. Jessie Graham, héritière d'un magnat du coton, inspire les personnages de Lady Circumference dans Decline and Fall et de Mrs Kent-Cumberland dans Winner Takes All, deux romans d'Evelyn Waugh.
Alastair Hugh Graham suit ses études au Wellington College, dans le Berkshire, puis au Brasenose College d'Oxford,,  où il rencontre Evelyn Waugh vers la Noël 1923 ou un peu avant. À Oxford,  Graham fait partie du Hypocrites' Club avec Waugh. Graham envoya un jour à Waugh une photographie de lui nu de dos posant devant une cascade, demandant à Waugh « Venez prendre un verre avec moi quelque part ». Evelyn Waugh fut souvent invité au manoir de la famille Graham datant du début du XIXe siècle, Barford House, à Barford, dans le Warwickshire, entre Warwick et Stratford upon Avon. Graham fut l'ami le plus proche de Waugh de 1924 à 1929. Dans Brideshead Revisited, Waugh fait revisiter le château de Brideshead à son personnage Charles Ryder, qui se souvient : « Je me suis rendu ici autrefois, d'abord avec Sebastian il y a plus de vingt ans, un jour de juin sans nuage  ... ». D'après Philip Eade et d'autres, Waugh se souvient ici de sa propre histoire d'amour avec Graham, commencée à Barford House en 1923, lorsque Graham avait 19 ans. Dans ses Mémoires, Waugh déclare que Graham a inspiré le personnage de Lord Sebastian Flyte bien plus que Hugh Lygon. Dans le manuscrit de Brideshead Revisited, le prénom d'« Alastair » apparaît parfois au lieu de « Sebastian »,. Dans l'autobiographie de Waugh, A Little Learning... an autobiography (1964), Graham paraît sous le nom de Hamish Lennox et Waugh déclare à propos de lui « C'était mon ami de cœur »,.

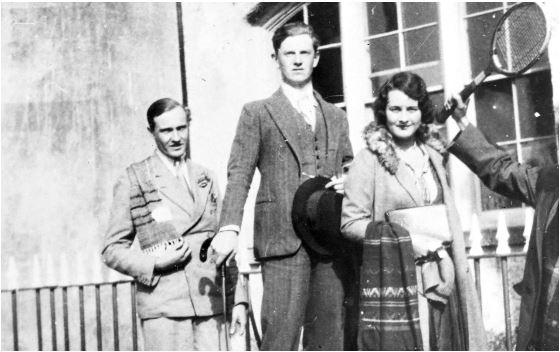
Evelyn Waugh, au milieu, avec Alastair Graham et Elizabeth Harmon (future Lady Longford) en 1924.

Quand Evelyn Waugh quitta Oxford un trimestre avant les examens, en août 1924, il habita pendant les vacances avec Alistair Graham dans une roulotte dans un champ près de Beckley, puis ils partirent en vacances en Irlande,. C'est après ce voyage que Graham se convertit au catholicisme. Lorsque  Graham partit rendre visite à sa sœur et à son mari au Kenya à la mi-septembre 1924, l'amitié de Graham et de Waugh s'affadit, mais en août 1926, Graham, sa mère et Waugh se,rendirent en Écosse ; à leur retour, Graham et Waugh voyagèrent avec Richard Plunket Greene en France. Cette année, Graham, qui possédait une petite presse à imprimer et apprenait comment imprimer à la Shakespeare Head Press, imprima lui-même l'essai de Waugh P.R.B.: An Essay on the Pre-Raphaelite Brotherhood 1847–54,.
Alastair Hugh Graham fut attaché honoraire à l'ambassade d'Athènes entre 1927 et 1929 (secrétaire privé de l'ambasadeur, Sir Percy Loraine, à partir de 1928), et Waugh lui rendit visite pour les vacances de Noël. En Grèce, Graham habitait avec un autre attaché, Mark Ogilvie-Grant. En septembre 1929, ils sont tous les deux transférés au Caire (suivant Sir Percy Loraine, nommé haut-commissaire) avec Vivian Cornelius jusqu'en 1933,,. Pendant la Seconde Guerre mondiale, Graham fait partie des Royal Observers Corps, est officier de liaison attaché à la marine américaine.
En 1933, il met fin à sa carrière diplomatique. Sa mère meurt le 13 mai 1934. Ensuite, il mène une vie solitaire (entrecoupée au début de quelques réceptions qu'il donne) et dévote sur la côte galloise, dans sa propriété de Wern Newydd, achetée en 1937 (à côté de New Quay dans le Cardiganshire), appelée aussi Plas-y-Wern Lodge, à Gilfachrheda, et se passionne pour la voile et la pêche. Dylan Thomas le dépeint alors sous les traits de Lord Cut-Glass (Lord Crystal dans la traduction française), dans son roman Under Milk Wood (1954). Il quitte l'endroit en 1958, pour déménager dans une petite maison de New Quay, face à la mer. Alastair Graham meurt en 1982 d'un cancer du pancréas à l'hôpital de Machynlleth.